# Hyphoderma effractum
Hyphoderma effractum är en svampart som beskrevs av Hjortstam 1998. Hyphoderma effractum ingår i släktet Hyphoderma och familjen Meruliaceae.   Inga underarter finns listade i Catalogue of Life.